# 71-407
71-407 — российский пассажирский односторонний четырёхосный высокопольный трамвайный вагон с переменным уровнем пола и асинхронным тяговым электродвигателем производства ОАО «Уралтрансмаш». Выпускается с 2009 года. За 13 лет изготовлено 183 серийных экземпляра. 
По состоянию на сентябрь 2020 года трамваи данной модели эксплуатируются в Екатеринбурге, Казани, Санкт-Петербурге, Коломне, Краснодаре, Нижнем Новгороде, Нижнем Тагиле, Новочеркасске, Туле и Омске.

## Название
Обозначение 71-407 расшифровывается следующим образом: 71 означает трамвайный вагон, 4 — номер, зарезервированный за заводом «Уралтрансмаш», 07 — номер модели ОАО «Уралтрансмаш».

## История создания
Вагон создан на базе предыдущих моделей трамваев производства ОАО «Уралтрансмаш». По сути является более углублённой модернизацией вагона 71-405 с пониженным полом в средней части кузова. Первый вагон данной модели был представлен на выставке «Магистраль - 2009» в Нижнем Тагиле 10 сентября 2009 года. 

## Конструктивные особенности
Вагон может эксплуатироваться как одиночно, так и в СМЕ из двух вагонов. Сцепные устройства унифицированы со сцепными устройствами вагонов T3. Площадь низкопольной части пассажирского салона составляет 39 %.
- Заявленный срок службы вагона — 20 лет.
- Ресурс до КР — 500 тысяч км.
- Удельный расход электроэнергии:
  - летом — 1,6 кВт·ч/км.
  - зимой — 2,3 кВт·ч/км.

## Модификации
- 71-407-01 — модификация с изменённой формой кабины и кормы, изготовленных из композитных материалов[1]. Вагон впервые был представлен на выставке «Магистраль-2014» в Нижнем Тагиле. В ноябре 2014 года первый трамвай поступил на испытания в Волгоград. В декабре 2014 года второй аналогичный трамвай, но с ручным управлением, поступил в Санкт-Петербург. В сентябре 2015 года третий трамвай поступил на испытания в Екатеринбург. В течение 2016 года екатеринбургский и волгоградский экземпляры были возвращены на завод. В октябре 2017 года два трамвая прибыли  в Новочеркасск. В 2018 году вагоны закупила Коломна.

## Эксплуатирующие города
| Город           | Количество           | Годы выпуска    |
| Екатеринбург    | 5 единиц             | 2018            |
| Краснодар       | 5 единиц             | 2013            |
| Нижний Новгород | 30 единиц (1 сгорел) | 2009; 2013-2014 |
| Нижний Тагил    | 40 единиц            | 2014; 2016      |
| Санкт-Петербург | 1 единица            | 2014            |
| Тула            | 17 единиц            | 2013            |
| Новочеркасск    | 6 единиц             | 2015; 2018      |
| Казань          | 37 единиц            | 2017-2019       |
| Коломна         | 21 единица           | 2018            |
| Омск            | 20 единиц            | 2020            |

## Фотогалерея

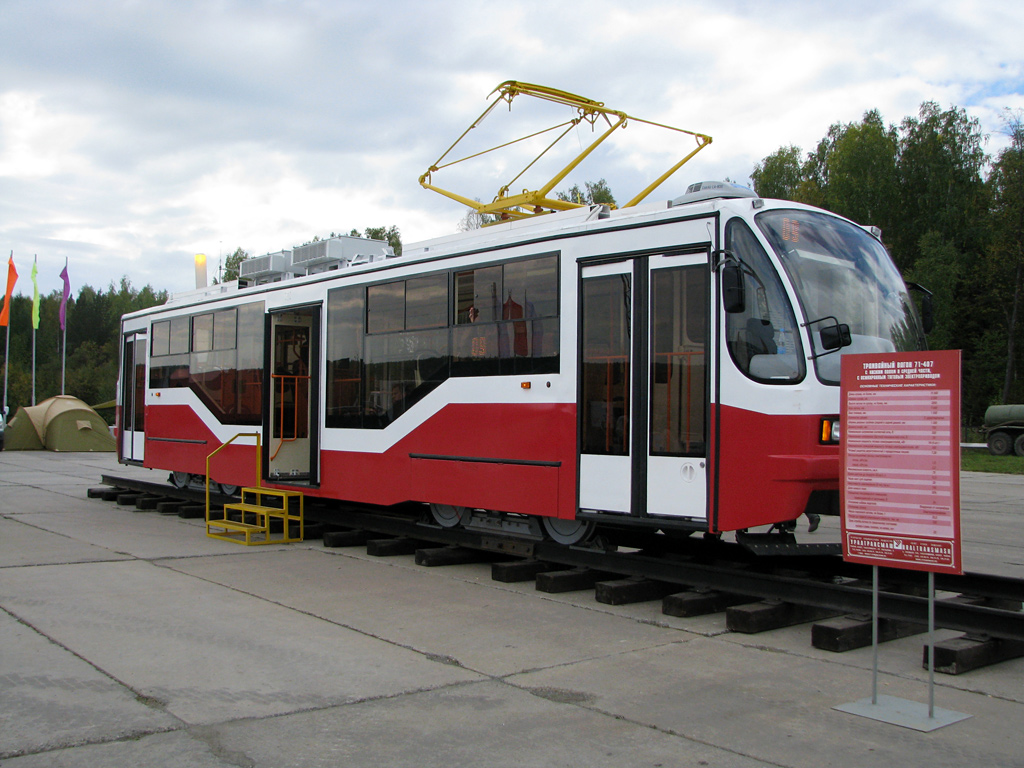
71-407  на выставке Магистраль-2009 (вид спереди/с правого борта)
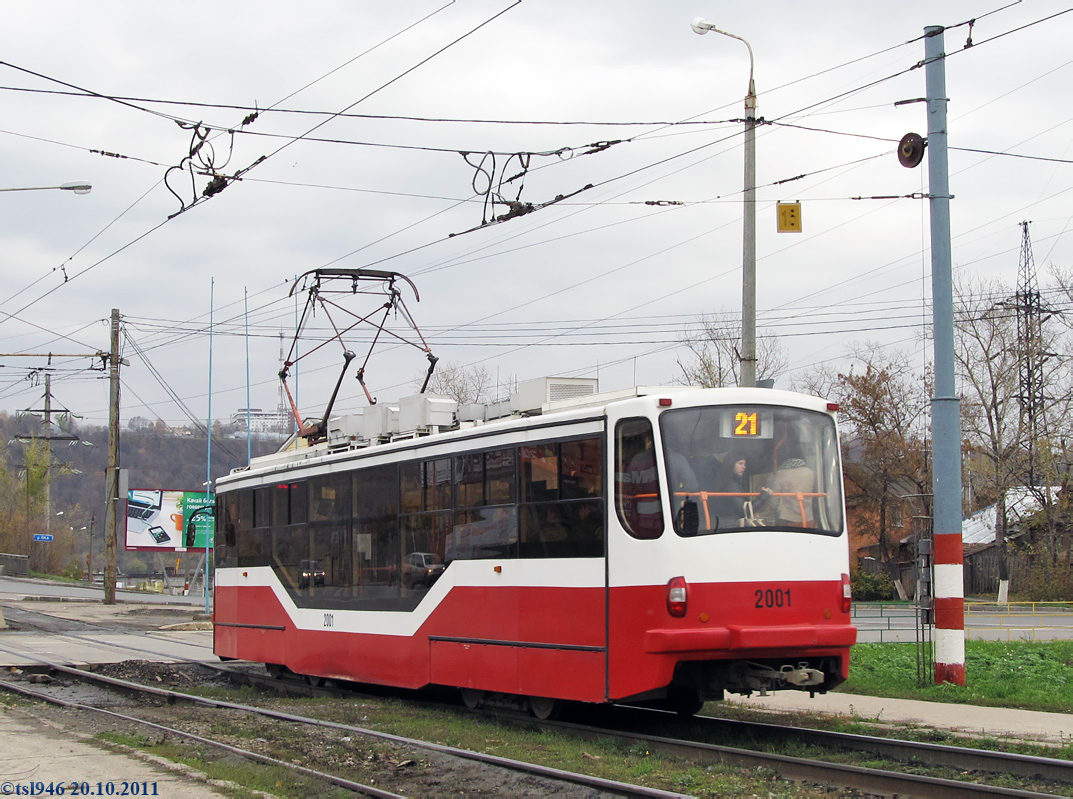
71-407  в Нижнем Новгороде (вид сзади/с левого борта)
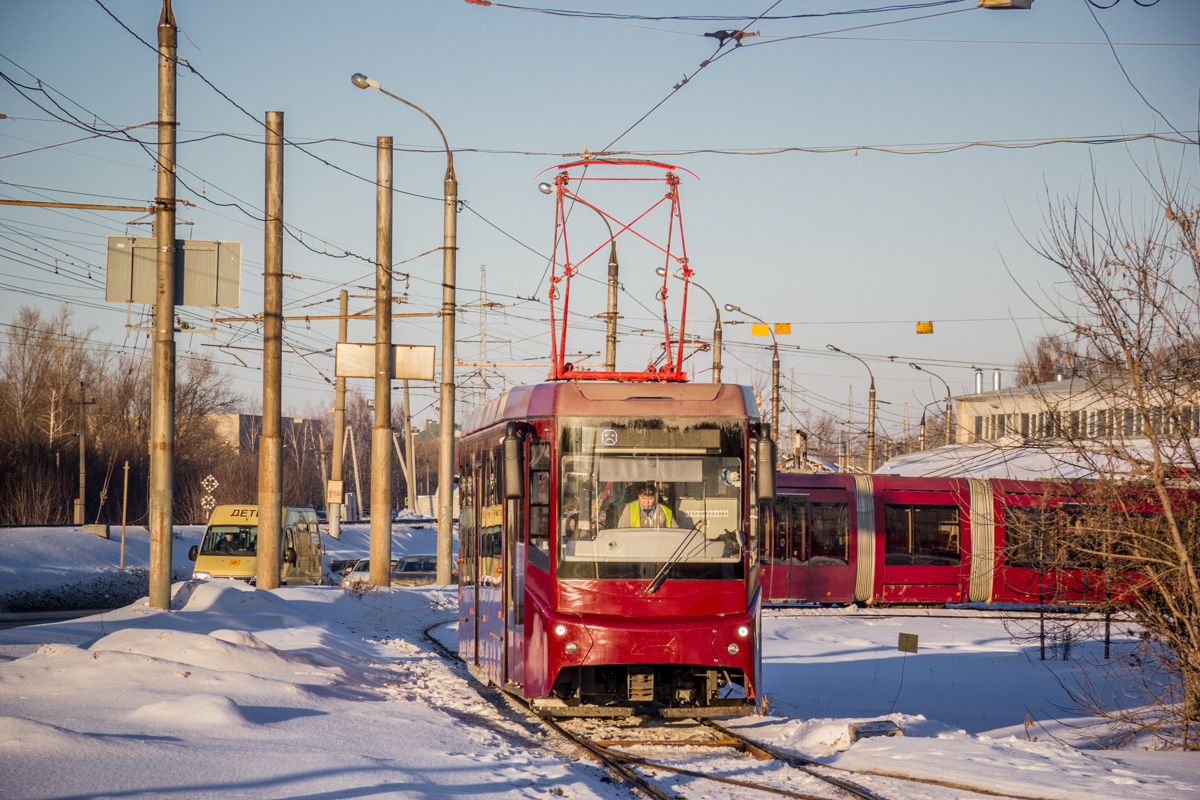
71-407-01  в Казани
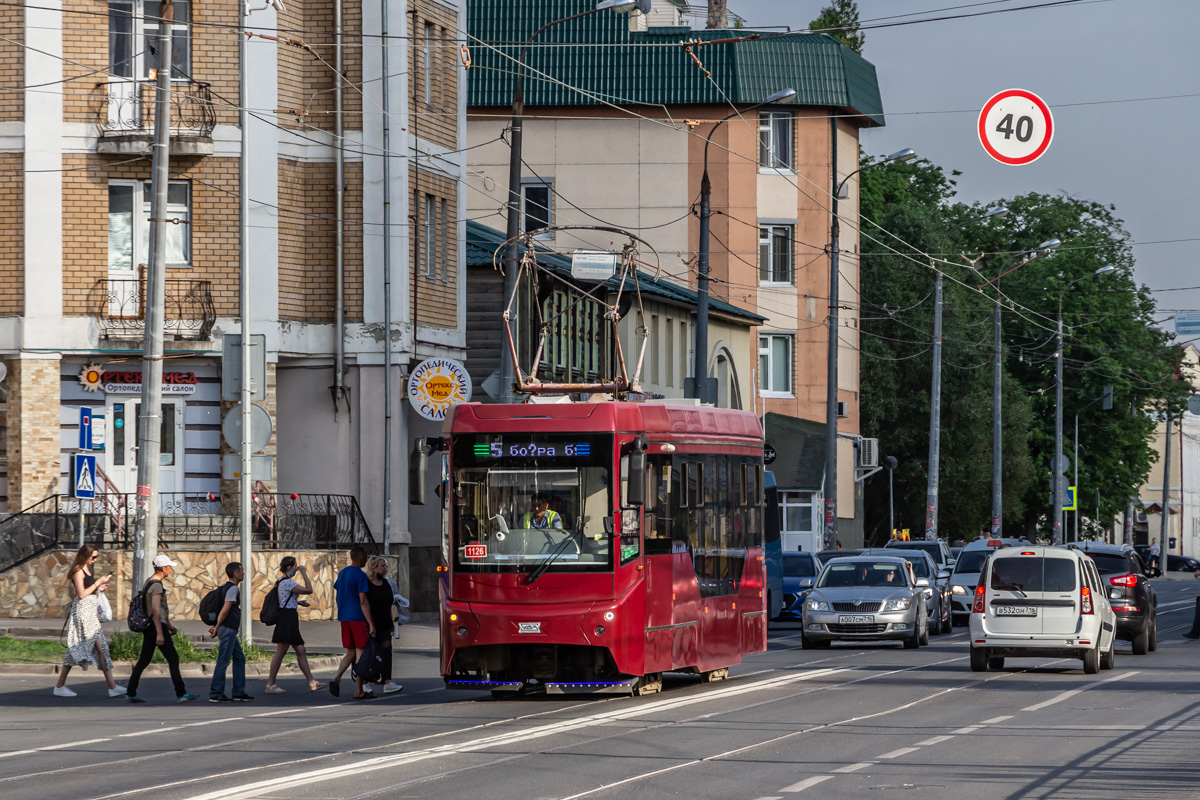
71-407-01  производит посадку пассажиров в Казани
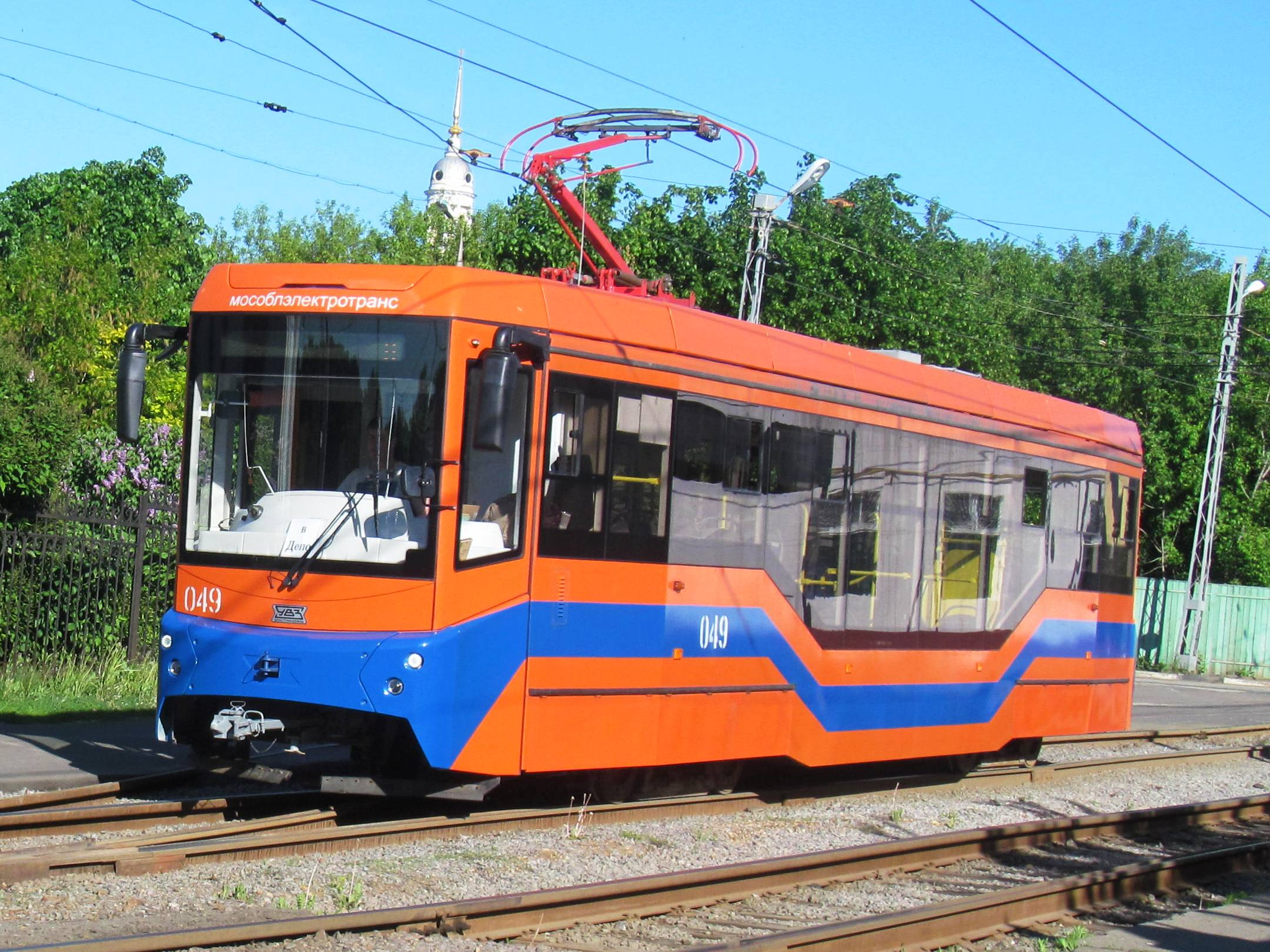
71-407-01  в Коломне (вид спереди/с левого борта)
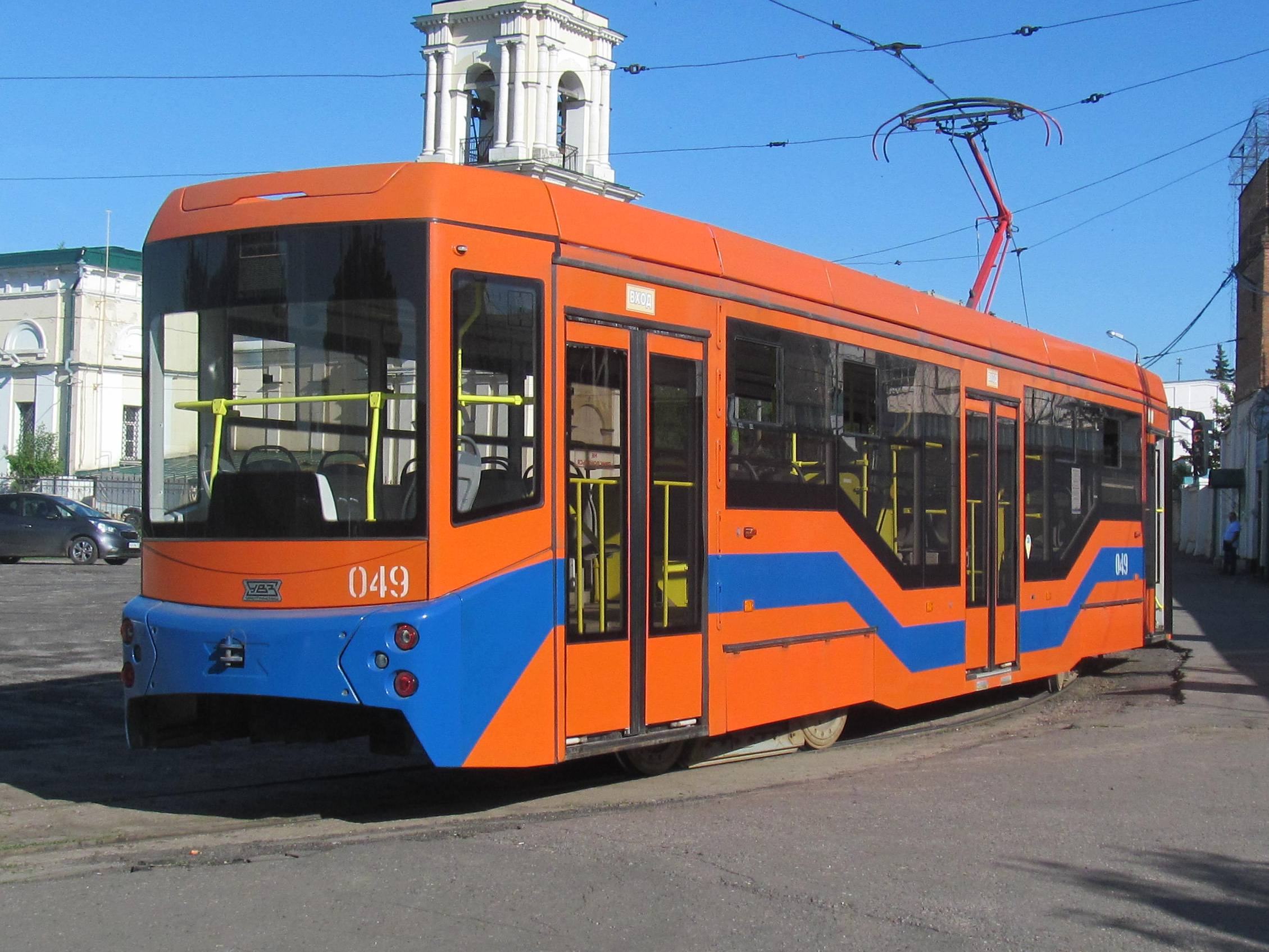
71-407-01  в Коломне (вид сзади/с правого борта)
- Испытания трамвая 71-407-01  в Новочеркасске
- Поездка на трамвае 71-407-01  в Новочеркасске